# Алекс Перейра
Александро Перейра (Alexsandro Pereira, роден на 7 юли 1987 г.) е бразилски професионален боец по смесени бойни изкуства и бивш кикбоксьор. Той е деветият боец в историята на UFC, който става шампион в две различни тегловни дивизии и първият, който става шампион както в средна, така и в полутежка категория на организацията. В кикбокса той е бивш шампион на Glory в средна и полутежка категория и е първият и единствен боец, държал титли на Glory в две тегловни категории едновременно. В кикбокса той е бивш шампион на Glory в средна и полутежка категория и е първият и единствен боец, държал титли на Glory в две тегловни категории едновременно. Перейра също се състезава в промоции като It's Showtime и SUPERKOMBAT Fighting Championship в кикбокса и за Jungle Fight и Legacy Fighting Alliance в MMA. Перейра е единственият известен боец, който е световен шампион в две дивизии по ММА и кикбокс и е смятан за един от най-великите бойни атлети на всички времена.
През 2023 г. става третият боец, включен в Залата на славата на Glory.